# Faisal Khalil
Faisal Khalil Sebait Mubarak Al Junaibi (arabe : فيصل خليل سبيت، من مواليد) (né le 4 décembre 1982 à Charjah aux Émirats arabes unis) est un joueur de football international émirati, qui évolue au poste d'attaquant.

## Biographie

### Carrière en sélection
Avec l'équipe des Émirats arabes unis, il joue 65 matchs (pour 12 buts inscrits) entre 2002 et 2008. 
Il figure notamment dans le groupe des sélectionnés lors de la Coupe d'Asie des nations de 2007.

## Palmarès
Al Ahli
| - Championnat des Émirats arabes unis (3) : - Champion : 2005-06, 2008-09 et 2013-14. - Vice-champion : 2000-01 et 2003-04. - Coupe des Émirats arabes unis (3) : - Vainqueur : 2001-02, 2003-04 et 2007-08. |  | - Coupe des Émirats arabes unis (2) : - Vainqueur : 2008 et 2009. - Coupe de la UAEFA : - Finaliste : 2005 et 2007. |